# Leste de Mato Grosso do Sul
Leste de Mato Grosso do Sul is een van de vier mesoregio's van de Braziliaanse deelstaat Mato Grosso do Sul. Zij grenst aan de deelstaten Mato Grosso en Goiás in het noorden, Minas Gerais in het noordoosten, São Paulo in het oosten en Paraná in het zuiden en de mesoregio's Sudoeste de Mato Grosso do Sul in het zuidwesten en Centro-Norte de Mato Grosso do Sul in het westen. De mesoregio heeft een oppervlakte van ca. 94.364 km². Midden 2004 werd het inwoneraantal geschat op 342.405.
Vier microregio's behoren tot deze mesoregio:
- Cassilândia
- Nova Andradina
- Paranaíba
- Três Lagoas

Mesoregio's: Centro-Norte de Mato Grosso do Sul · Leste de Mato Grosso do Sul · Pantanal Sul Mato-Grossense · Sudoeste de Mato Grosso do Sul

Microregio's: Alto Taquari · Aquidauana · Baixo Pantanal · Bodoquena · Campo Grande · Cassilândia · Dourados · Iguatemi · Nova Andradina · Paranaíba · Três Lagoas